# Hidroelektrarna Jochenstein
Hidroelektrarna Jochenstein (nemško Kraftwerk Jochenstein) je ena izmed hidroelektrarn v Avstriji; leži na reki Donavi. Spada pod podjetje Donaukraftwerk Jochenstein AG. 
Leži ob državni meji z Nemčijo.